# روث كراوس
روث كراوس (بالإنجليزية: Ruth Krauss)‏ هي كاتبة للأطفال وكاتِبة وشاعرة أمريكية، ولدت في 25 يوليو 1901 في بالتيمور في الولايات المتحدة، وتوفيت في 10 يوليو 1993.